# جنگل ترونسه
جنگل ترونسه (به فرانسوی: Forêt de Tronçais) یک جنگل و منطقه حفاظت‌شده در فرانسه است که در Allier, Auvergne, France واقع شده‌است.